# Channing Tatum
Channing Matthew Tatum (Cullman, 26 april 1980) is een Amerikaans acteur, filmproducent, danser en voormalig model.

## Biografie
Tatum verhuisde op zijn zesde naar Mississippi. Hij heeft een Franse, Italiaanse en indiaanse achtergrond. Hij speelde, vanwege zijn onrustige gedrag, verschillende sporten toen hij jong was, onder meer honkbal. Hij had een passie voor American football en kreeg een beurs om zijn talenten verder te ontplooien in West Virginia, waar hij ook zijn talenten in vechtsporten ontdekte.

### Carrière

#### 2000s
Tatum betrad eerst de modellenwereld en kreeg aanbiedingen bij Emporio Armani, Gap, Dolce & Gabbana, Abercrombie & Fitch en Nautica. Zijn acteercarrière begon in 2004 met een aflevering van de televisieserie CSI: Miami, waarna hij, in 2005, doorbrak met de film Coach Carter. Sindsdien richt hij zich meer op zijn acteercarrière dan op zijn modellenwerk. Tatum speelde in 2006 een hoofdrol in She's The Man samen met Amanda Bynes. Later dat jaar zou hij ook een hoofdrol spelen tegenover zijn toekomstige vrouw Jenna Dewan in Step Up, wat door velen wordt gezien als zijn doorbraak in de acteerwereld. 
Hij werd in 2007 genomineerd voor een Independent Spirit Award voor zijn rol in de film A Guide to Recognizing Your Saints. Daarvoor won hij samen met de gehele cast daadwerkelijk de juryprijs op het Sundance Film Festival 2006. 

#### 2010s
In 2011 speelde Tatum een rol in Steven Soderbergh's actie-thrillerfilm Haywire. Het volgende jaar, 2012, zou Tatum een hoofdrol spelen in 21 Jump Street, een filmadaptatie van de gelijknamige serie, naast Jonah Hill. Dat zelfde jaar zagen we hem ook in de hoofdrol in The Vow samen met Rachel McAdams. Later in 2012 werd hij uitgeroepen als People's "Sexiest Man Alive".
In 2012 speelde Tatum de hoofdrol in de film Magic Mike, een film gebaseerd op zijn eigen periode als mannelijke stripper. De film, die Tatum zelf ook mee produceerde, haalde wereldwijd meer dan 170 miljoen dollar op. Dit luidde het begin in van succesvolle Magic Mike trilogie, die meer dan 350 miljoen dollar zal opbrengen. In 2014 zien we een tweede film in de trilogie, Magic Mike XXL. De finale film van de trilogie, Magic Mike's Last Dance, kwam uit in 2023.
Tatum speelde verder nog de hoofdrol in de actiefilm White House Down, uitgekomen in 2013. Ook hernam hij in 2014 zijn rol van 21 Jump Street in de sequel, 22 Jump Street. In 2017 zagen we Tatum als "Tequilla" in Kingsman: The Golden Circle

#### 2020s
Channing Tatum maakte zijn regie-debut met de film Dog (2022). De film vertelt het verhaal van een voormalig lid van de legermacht die de hond van een overleden vriend terug naar de familie moet brengen. Dat zelfde jaar speelde hij ook een hoofdrol in de romantische avonturen-actiefilm The Lost City samen met Sandra Bullock
Tatum was gezet om X-Men karakter Gambit te spelen in een solo-film. Echter werd de film geannuleerd in mei 2019 omdat de film vast bleef in pre-production. Niettemin zien we Tatum wel als Gambit in de Marvel Cinematic Universe film Deadpool & Wolverine (2024). Hij speelde datzelfde jaar ook in de regie-debut film van Zoë Kravitz, Blink Twice (2024), waar hij de rol van een tech miljardair vertolkte.

### Privéleven
Channing kreeg in 2005 een relatie met Jenna Dewan, zijn tegenspeelster in de muziek- en dansfilm Step Up. Op 11 juli 2009 trouwde Tatum met haar en op 31 mei 2013 kregen zij samen een dochter. In april 2018 besloot het koppel uit elkaar te gaan.
In 2018 kreeg hij een relatie met de Britse popzangeres Jessie J, in 2020 besloot het koppel echter uit elkaar te gaan. Na het nauw samenwerken met Zoë Kravitz voor de film Blink Twice (2024) kregen Tatum en Kravitz in 2021 een relatie. In 2023 vroeg Tatum Kravitz ten huwelijk, de relatie liep echter spaak in oktober 2024 nog voor het huwelijk kon plaatsvinden.